# Ministère de la Jeunesse et des Sports (Ghana)
Pour les articles homonymes, voir Ministère de la Jeunesse et des Sports.
Le ministère de la Jeunesse et des Sports du Ghana est l'agence gouvernementale responsable de l'autonomisation des jeunes et du développement du sport. 

## Histoire
Depuis la première République, le Ministère de la jeunesse et des sports a subi plusieurs changements dans sa structure et ses fonctions pour refléter les orientations politiques du gouvernement en place. En 1978, le ministère a été repensé pour les seuls sports dirigés par un commissaire aux sports, qui relevait directement du dirigeant de la République de l'époque. 
En 2005, le Ministère a fusionné avec le Ministère de l'éducation pour former le Ministère de l'éducation, de la jeunesse et des sports. Un an plus tard, le segment Jeunesse et Sports de ce ministère a été séparé. Le segment des sports a été combiné avec l'éducation et les sciences pour former le ministère de l'éducation, des sciences et des sports tandis que le segment des jeunes a été fusionné avec l'emploi et la planification de la main-d'œuvre pour former le ministère de l'emploi, de la jeunesse et de la planification de la main-d'œuvre. 
En janvier 2009, le gouvernement a décidé de rétablir le ministère pour représenter une tendance émergente, parmi les pays du monde entier, en particulier dans les nations du Commonwealth, qui reconnaît les avantages inhérents à l'affinité naturelle entre la jeunesse et les sports en tant qu'instrument de développement national. 
À l'heure actuelle, le ministère met en œuvre ses buts et objectifs par l'entremise des organismes et institutions suivants: 
- La National Sports Authority (NSA)
- L'Autorité nationale de la jeunesse (en) (NYA)
- Le Collège national des Sports (NSC, Winneba)
- Le National Youth Employment Program (en) (NYEP)

## Mandat
Par la loi sur la fonction publique, loi 327 de 1993, le ministère de la Jeunesse et des Sports existe pour formuler des politiques de la jeunesse et des sports; suivre et évaluer la mise en œuvre des politiques pour réaliser l'intégration nationale et la reconnaissance internationale; promouvoir l'autonomisation et le développement personnel des jeunes; et fournir un environnement propice au développement, à l'organisation et à la promotion du sport. 

## Agences relevant du ministère
Le Ministère ghanéen de la jeunesse et des sports est responsable de plusieurs agences:  
Le mandat du Conseil national des sports est de fonctionner comme une organisation faîtière sous laquelle diverses associations sportives opèrent. Il a été formé en 1976. Le conseil développe, organise et gère des sports compétitifs et non compétitifs pour promouvoir la cohésion nationale et le professionnalisme dans diverses activités ghanéennes. Le Conseil national de la jeunesse est un organisme gouvernemental créé en 1974 pour organiser et promouvoir des programmes de développement des jeunes dans le pays.  
Le National Sports College a été construit en 1984 à Winneba dans la région centrale. Le collège a été créé par le gouvernement du Conseil national de défense nationale (PNDC) pour promouvoir diverses disciplines sportives au niveau international. Dans l'établissement du collège, les sportifs ghanéens ne se comportaient pas comme prévu lors des compétitions internationales. Une des raisons de la création du collège était d'améliorer la compétitivité des sportifs dans le pays. Le collège a pour fonction de former et de recycler les ressources techniques et humaines du pays dans diverses disciplines sportives.  

## Liste des ministres
| Ministre               | Période                              |
| ---------------------- | ------------------------------------ |
| E.R.K. Dwomon          | 1978 - 1979                          |
| Thomas G. Abilla       | 1979 - 1981                          |
| Nii Anyitey Kwakwranya | 1981 - 1982                          |
| Zaya Yebo              | 1982 - 1983                          |
| A. Amarteifio          | 1983 - 1986                          |
| Ato Austin             | 1986 - 1988                          |
| K. Saarah Mensah       | 1988 - 1991                          |
| Arnold Quainoo         | 1991 - 1993                          |
| E.T. Mensah            | 24 avril 1993 - 6 janvier 2001       |
| Mallam A.Y. Isa        | 14 février 2001 - 14 mars 2001       |
| Papa Owusu Ankomah     | 1er août 2001 - 16 octobre 2001      |
| E. Osei Kweku          | 13 novembre 2001 - 17 avril 2003     |
| K. Baah Wiredu         | 17 avril 2003 - 3 février 2005       |
| Yaw Osafo-Marfo        | 3 février 2005 - 8 mai 2006          |
| Papa Owusu Ankomah     | 8 mai 2006 - 6 août 2007             |
| Dominic Fobih          | 6 août 2007 - 6 janvier 2009         |
| Mohamed M. Mubarak     | 13 février 2009 - 9 juin 2009        |
| Rashid Pelpuo          | 16 juillet 2009 - 31 août 2009       |
| Rashid Pelpuo          | 1er septembre 2009 - 25 janvier 2010 |
| Akua Sena Dansua       | 02 novembre 2010 - 01 avril 2011     |
| Clement K. Humado      | 14 février 2011 - 31 janvier 2013    |
| Elvis Afriyie Ankrah   | 14 février 2013 - 8 juillet 2014     |
| Mahama Ayariga         | 8 juillet 2014 - 14 mars 2015        |
| Mustapha Ahmed         | 14 mars 2015 - 18 janvier 2016       |
| Nii Lante Vanderpuye   | 19 janvier 2016 - 6 janvier 2017     |
| Isaac Kwame Asiamah    | depuis février 2017                  |